# Frymburk (tvrziště)
Frymburk je zaniklá tvrz ve stejnojmenné obci v okrese Klatovy. Dochovalo se po ní tvrziště, na kterém byla v devatenáctém století postavena kaple svatého Antonína Paduánského. Areál bývalé tvrze s kaplí je od roku 1964 chráněn jako kulturní památka.

## Historie
První písemná zmínka o frymburské tvrzi pochází z roku 1318, kdy se o ni dělili bratři Sezema a Protiva z Frymburka. Sezema svou polovinu prodal Pertoltovi z Lipého a přestěhoval se do Kasejovic. Pertolt zastával funkci vyšehradského probošta a svou část Frymburka roku 1341 zastavil Drslavovi ze Šelmberka. Z písemných pramenů jsou známi další členové rodu vladyků z Frymburka, ale není jasné, kterému z nich, a zda vůbec, frymburská tvrz patřila.
Roku 1384 vesnice patřila Pavlovi z Vimberka a později pravděpodobně Stachovi z Bubna. Dokladem toho je skutečnost, že Stachovi synové Držkraj Stoklasa, Václav Varleich a Racek Buben z Frymburka vykonávali patronátní právo kostela ve Volenicích, kterému věnovali mimo jiné platy z Frymburka. Posledním vlastníkem tvrze se stal Racek Varleich z Bubna, který se postavil proti králi Jiřímu z Poděbrad. Při vojenském tažení proti stoupencům jednoty zelenohorské tvrz proto roku 1467 dobyl a vypálil kníže Jindřich Minstrberský. Jako pustá byla tvrz uvedena v roce 1549.
V šestnáctém století byla jižně od staré tvrze postavena nová frymburská tvrz v renesančním slohu.

## Stavební podoba

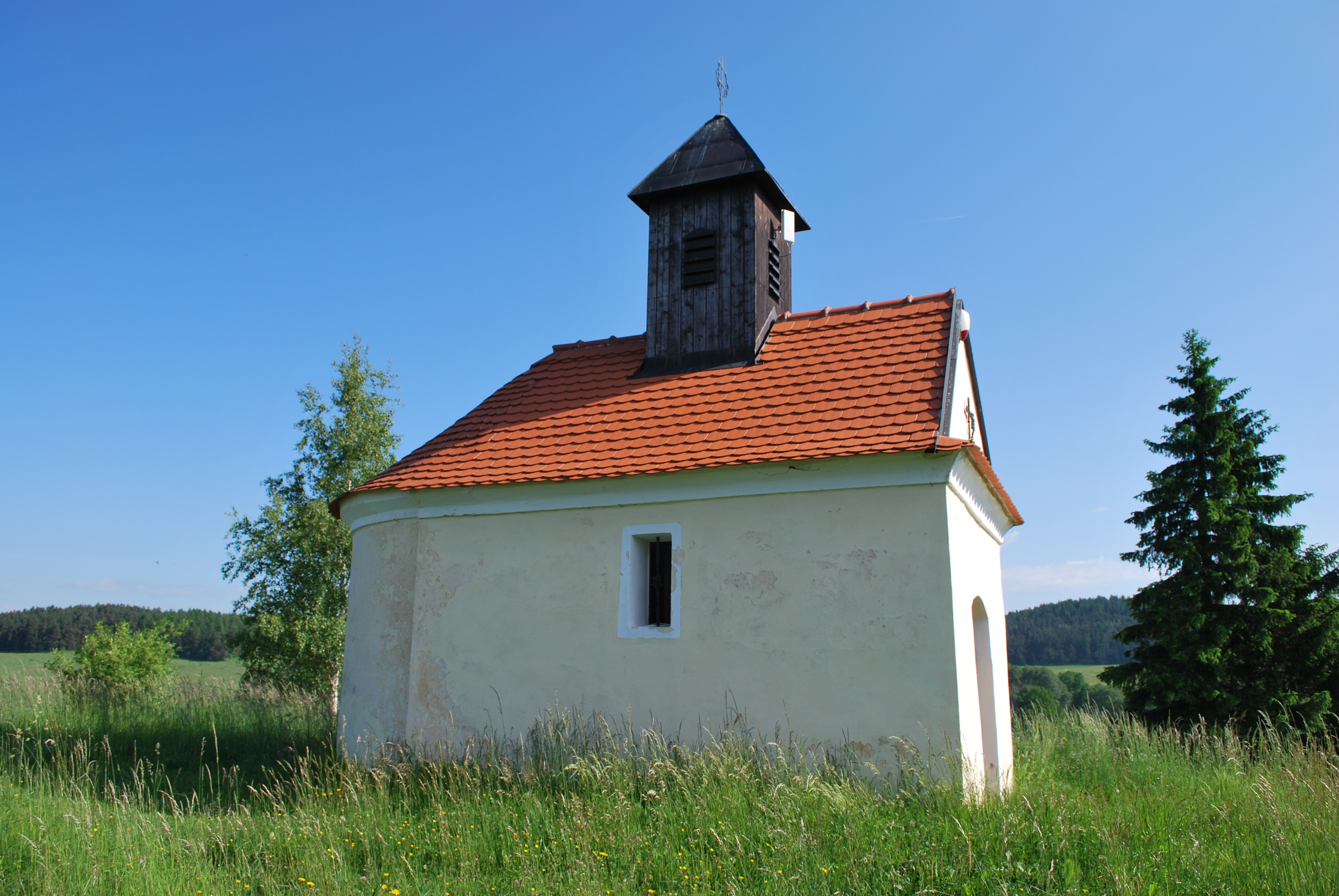
Kaple svatého Antonína Paduánského

### Tvrz
Tvrziště má podobu trojbokého pahorku obehnaného na severní a východní straně dvacet metrů širokým příkopem, před kterým se nachází val. Jihozápadní stranu chránil strmý svah. Na jižním okraji centrálního pahorku se dochovaly dva nepatrné fragmenty hradby.

### Kaple
Obdélnou kapli uzavírá odsazený půlkruhový presbytář. Fasády jsou nezdobené, pouze pod střechou je fabionová korunní římsa. Ze sedlové střechy vybíhá čtverhranná dřevěná zvonice se stanovou střechou.